# Sylvestre-Gérard Audet
Sylvestre-Gérard Audet, francoski general, * 18. februar 1883, † 27. april 1972.